# Ажонкур
Ажонку́р (фр. Ajoncourt) — коммуна на северо-востоке Франции в регионе Гранд-Эст (бывший Эльзас — Шампань — Арденны — Лотарингия), департамент Мозель, округ Сарбур — Шато-Сален, кантон Сольнуа. До марта 2015 года коммуна административно входила в состав упразднённого кантона Дельм (округ Шато-Сален).

## Географическое положение
Ажонкур расположен в 32 км к югу от Меца. Соседние коммуны: Шеникур и Летрикур на севере, Ольнуа-сюр-Сей на северо-востоке, Фосьё и Малокур-сюр-Сей на востоке, Мануэ на юго-востоке, Аррей-эт-Ан и Армокур на юге, Виллер-ле-Муаврон и Муаврон на юго-западе, Жандленкур на западе. По переписи 2007 года в коммуне проживало 105 человек.
Стоит на реке Сей.
Площадь коммуны — 3,5 км², население — 104 человека (2006) с тенденцией к стабилизации: 91 человек (2013), плотность населения — 26,0 чел/км². Ранее входила в состав Лотарингии.

## История
- Бывшее владение аббатства Сен-Клеман в Меце.
- В XVI—XVII веках принадлежал сеньорам дю Буше.
- В 1871—1914 и 1940—1944 годах был германским приграничным населённым пунктом.
- Ранее коммуна входила в состав Лотарингии.

## Население
Численность населения коммуны в 2008 году составляла 100 человек, в 2012 году — 86 человек, а в 2013-м — 91 человек.
| 1962 | 1968 | 1975 | 1982 | 1990 | 1999 | 2006 | 2008 | 2012 | 2013 |
| ---- | ---- | ---- | ---- | ---- | ---- | ---- | ---- | ---- | ---- |
| 103  | 114  | 100  | 101  | 100  | 91   | 104  | 100  | 86   | 91   |

Динамика населения:

## Экономика
В 2010 году из 54 человек трудоспособного возраста (от 15 до 64 лет) 38 были экономически активными, 16 — неактивными (показатель активности 70,4 %, в 1999 году — 76,5 %). Из 38 активных трудоспособных жителей работали 37 человек (18 мужчин и 19 женщин), одна женщина числилась безработной. Среди 16 трудоспособных неактивных граждан 6 были учениками либо студентами, 3 — пенсионерами, а ещё 7 — были неактивны в силу других причин.

## Достопримечательности
- Остатки средневекового замка, оружие XVII века.